# Lavrentijev letopis
Lavrentijev letopis ali Lavrentijev kodeks (rusko Лаврентьевский список, Лаврентьевская летопись, slovensko Lavrentijev seznam, Lavrentijeva kronika) je zbirka letopisov, vkjučno z najstarejšo ohranjeno različico Primarne kronike in njenih nadaljevanj, ki se večinoma nanašajo na dogodke v severni Rusiji (Vladimiro-Suzdalska kneževina).

## Pisar in njegovi viri
Letopis ni zgolj prepis nižegorodskega meniha Lavrentija po naročilu Dionizija Suzdalskega leta 1377. Izvirno besedilo o dogodkih od leta 1284 do 1305 je izgubljen letopis, sestavljen za velikega kneza Mihaila Tverskega leta 1305, ki ga je Lavrentij preuredil za  Jurija Vsevolodoviča, ustanovitelja Nižnega Novgoroda, iz pozitivnega v negativnega. Besedilo deloma rehabilitira vlogo Tatarov. Vasilij Komarovič je preučil spremembe v rokopisu in postavil hipotezo o razlikah med Lavrentijevo različico in izgubljeno različico Tverske kronike.

## Vsebina
Lavrentijev letopis je sestavljen iz več vladimirovskih letopisov. Je druga izdaja Nestorjeve kronike, ki jo je leta 1116 revidiral Silvester, iguman samostana sv. Mihaela v vasi Vidubiči, pod vladavino kneza Vladimirja Monomaha in je najstarejša danes znana različica. Letopis  je bil edinstven vir za avtobiografsko kroniko, imenovano Nauk Vladimirja Monomaha.
Prvi del do prednje strani lista 40 je napisal neznan pisar po naročilu Andreja Bogoljubskega. Dokončan je bil leta 1177 po atentatu na kneza. Drugi del je kronika o Vsevolodu Jurjeviču do leta 1193. Tretji del,  ki poveličuje Vsevoloda, je leta 1212 sestavil njegov sin Jurij Vsevolodovič. Vladimirske kronike so si izposodile vire iz južne Rusije, zlasti iz Perejaslava, saj so vladimirski knezi menili, da je mesto del njihove dediščine.
Zbirka se je nanašala na različna obdobja do leta 1305, vendar so bila leta 898–922, 1263–1283 in 1288–1294 izpuščena zaradi cenzure  in zelo verjetno pod nadzorom kijevskega metropolita Dionizija. Revizija je bila opravljena v veliki naglici. Rokopis drugega pisarja dokazuje, da je imel Lavrentij pomočnika. Pomočnikov rokopis je tudi na pozneje dodanih listih 157, 167 in na hrbtni strani lista 161.

## Zgodovina rokopisa
Rokopis je leta 1792 pridobil slavni grof Musin-Puškin in ga nato podaril Ruski nacionalni knjižnici v Sankt Peterburgu (Ms. F.п.IV.2).

## Vira
- Father Laurentius. »Saint-Petersburg, Rossiyskaya natsional'naya biblioteka, Ms. F.п.IV.2«. Laurentian Codex with a collection of chronicles and the oldest version the Primary Chronicle (1377).
- Izdanie Archeografičeskoy Kommissiy, ur. (1872). Повесть Временных Лет по Лаврентьевскому списку [Tale of bygone years according to the Laurentian codex (facsimile)]. Saint Petersburg: Publisher of the Imperial Academy of Science.